# 第一次溫徹斯特之役
第一次溫徹斯特之役（英語：First Battle of Winchester）於1862年5月25日發生在維吉尼亞的溫徹斯特，是河谷會戰中的第四場戰役。
北軍兵力為6,500，南方為16,000人。

## 戰事
1862年5月24日，石牆傑克森在斯提芬斯城突擊敵軍，俘虜了一些人，奪得大量的補給，每名南軍都得到足夠維持36小時的補給後就把餘下的燒燬，當晚南軍都好好的睡了一覺。
班克斯（Banks）知道南軍很快就會到達溫徹斯特，遂決定把兩個步兵團，一個騎兵團和16尊大砲部署在當地。戈登的步兵團為右翼，以一些大砲為掩護；騎兵團在中線，後有2尊大砲；鄧恩利（Donnelly）的步兵團和其餘的大砲為左翼。
當天晚上，理查·尤爾（Richard S. Ewell）率領四個軍旅抵達Buffalo Lick，攻擊北軍左翼的鄧恩利步兵團，但南軍敵不過石牆後的大砲，一敗塗地。南軍於是重組陣團，並出動大砲反擊，鄧恩利只好撤離至營山（Camp Hill）。同時，南軍成功繞過北軍的右翼，威脅北軍的左方和後方。清晨，石牆傑克森率領其石牆旅擊敗北軍左翼，再把大砲部署在那裏，攻擊北軍的大砲，北軍就只得全軍進攻石牆旅。南軍就先擊潰北軍右翼，再把左翼逼退，使其餘的北軍撤退或投降，南軍雖然因體力不足而追不上撤退的北軍，但他們都已經俘虜了更多人。

## 戰事結束
北軍傷亡人數為2,019人；南軍則有400人。